# Abraham Toncman
Abraham Toncman (Oss, 16 juni 1904 - Auschwitz, 30 april 1943) was een Joods/Nederlandse godsdienstleraar.

## Biografie
Toncman was een zoon van Joseph Toncman en Mina van Dijk. Hij was gehuwd met de eveneens Joodse Esther van Spiegel, dochter van Meijer van Spiegel en Esperence Louise Rubens uit Deventer.
Toncman was van 1936 tot 1942 de voorzanger (chazan) en leraar van de Joodse gemeente Pekela. Daarvóór, van 1930 tot 1936, was hij aangesteld in Veghel. Op 7 april 1937 huwde hij met Esther van Spiegel en zij woonden vanaf oktober 1937 in de zojuist gereedgekomen onderwijzerswoning aan de Hendrik Westerstraat 247 (destijds de Albionkade) in Oude Pekela bij de in 1884 nieuwgebouwde synagoge. Hij fungeerde vanaf 1940 tevens als secretaris van het Nederlands-Israëlitisch Kerkgenootschap Pekela.
Rabbijn Toncman was de laatste zanger en leraar van de Joodse gemeente, zijn notulenboek uit 1942 is bewaard gebleven. Op 31 december 1942 schreef hij zijn laatste zinnen: 
...En nu zijn wij, weinigen van velen, overgebleven, wij worden als vee weggeleid om gedood te worden en verloren te gaan, tot ellende en tot schande. Moge er redding en uitkomst voor de Joden komen. Spoedig, in onze dagen. Amen....
In de nacht van 11 op 12 november 1942 werd in Oude Pekela een grote razzia gehouden. Bijna alle joodse inwoners werden op 12 november naar Kamp Westerbork getransporteerd. De meesten van hen werden spoedig na aankomst in Kamp Westerbork op transport gesteld naar de concentratie- en vernietigingskampen  Auschwitz en Sobibór. Een aantal anderen, waaronder Abraham Toncman en familie, werd eveneens opgepakt, doch kon vanuit Groningen weer naar hun huis terugkeren. Nadat op 27 november van dat jaar nog enkele mensen door de politie waren opgehaald en één persoon kort daarvoor was overleden, bleven ten slotte nog 14 leden van de Joodse gemeente over. Enige tijd later werden echter ook de laatste Joden, waaronder Toncman, zijn echtgenote, zijn op dat moment bij hem inwonende schoonzuster Branca van Spiegel en zijn dochtertjes Josepha, Espérance en Mien weggevoerd en op 9 februari 1943 op transport gesteld.
Toncman stierf op 30 april 1943 in concentratiekamp Auschwitz in Polen. Zijn echtgenote Esther, schoonzus Branca en zijn kinderen waren al op 12 februari van dat jaar, direct na aankomst vermoord.
In Oude Pekela is in 1981 een straat naar hem genoemd.